# Chionata
Chionata (greacă Χιονάτα) este un oraș în Grecia în prefectura Kefalonia.